# Elaphoglossum tambillense
Elaphoglossum tambillense är en träjonväxtart som först beskrevs av William Jackson Hooker, och fick sitt nu gällande namn av Thomas Moore. Elaphoglossum tambillense ingår i släktet Elaphoglossum och familjen Dryopteridaceae. Inga underarter finns listade.